# Hrvatski domobran (časopis, Buenos Aires)
Hrvatski domobran bio je hrvatski emigrantski list.
Pokrenuo ga je dr. Branimir Jelić prigodom svog posjeta Argentini u lipnju 1931. godine. List je izlazio kao tjednik i to kao glasilo osnovane organizacije Hrvatski domobran, čiji je argentinski ogranak bio netom osnovan. Novine su izlazile do jeseni 1944. godine. List je dosegao nakladu od 4.000 primjeraka.
U uvodniku prvoga broja koji je označen: godište II., broj 1., 12. lipnja 1931., rastumačeno je kako je to nastavak zagrebačkoga Hrvatskoga domobrana iz 1928. godine.

## Urednici
- Branimir Jelić (od br. 1., 12. lipnja 1931. – do broja 42., 26. ožujka 1932.)[3]
- Branimir Jelić i Ante Valenta (od broja 43., 2. travnja 1932. – do broja 45., 16. travnja 1932.)[3]
- Ante Valenta (od broja 46., 23. travnja 1932. – do rujna 1934.)[3]
- Zlatko Fraisman Šalković (od rujna 1934. – do svibnja 1935.)[3]
- Ante Valenta i Zlatko Fraisman Šalković (od svibnja 1935. – do 28. rujna 1944.)[3]

### Knjige
- Perinić, Ljeposlav. 1998. Hrvati u Argentini.   Šakić, Vlado; Jurčević, Josip (ur.). Budućnost iseljene Hrvatske. Institut društvenih znanosti "Ivo Pilar". Zagreb. str. 277–286